# 非战公约
《非战公约》，全称《关于废弃战争作为国家政策工具的普遍公约》，亦称《巴黎非战公约》（英語：Pact of Paris）或《凯洛格–白里安公约》（英語：Kellogg–Briand Pact），是1928年8月27日在巴黎签署一项国际公约，该公约规定放弃以战争作为国家政策的手段和只能以和平方法解决国际争端，雖然在條約簽署後在第二次義大利衣索比亞戰爭、第二次世界大戰等大型戰爭中公约並没有起到遏止效果，但是该项公约是人类第一次放弃战争作为国家的外交政策。
该公约由法國外交部部長白里安、美国国务卿凯洛格于1927年发起，目的是法美联手抑制德国的力量。最初的签字国有15个，分别是法国、美国、英国、德国、意大利、比利时、波兰、捷克、日本、印度。1929年7月24日公约正式生效，至1934年5月签字国共达64个。凯洛格本人因此倡议而获得1929年度诺贝尔和平奖。1929年12月，中东路事件期间，美国、英国、法国曾谴责苏联违反《非战公约》。

## 文本
两条正文文本非常简短，第三条规定了签署、交存与生效方式：
第一条
各缔约国以各自人民的名义庄严宣告，各国谴责为解决国际争端而诉诸战争，并废弃战争作为各国彼此关系中的国家政策工具。
第二条
各缔约国同意，各国之间若发生任何性质或起因的争端或冲突，只能以和平方式加以处理或解决。

## 簽署國

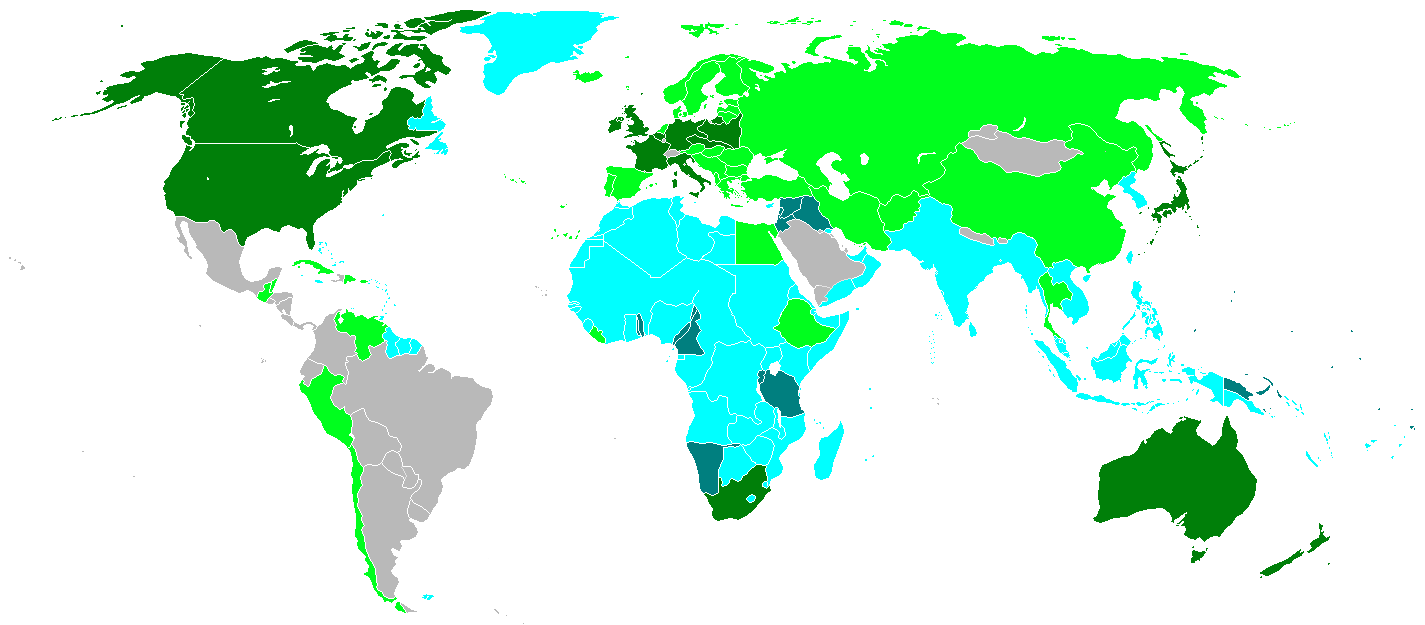
簽字國

| 簽署國           | 備註       |
| ---------------- | ---------- |
|                  | 最初簽署國 |
| 比利时           | 最初簽署國 |
| 加拿大           | 最初簽署國 |
| 捷克斯洛伐克     | 最初簽署國 |
| 法國             | 最初簽署國 |
| 德国             | 最初簽署國 |
| 印度             | 最初簽署國 |
| 愛爾蘭自由邦     | 最初簽署國 |
| 意大利           | 最初簽署國 |
| 日本             | 最初簽署國 |
| 新西兰           | 最初簽署國 |
| 波蘭第二共和國   | 最初簽署國 |
| 南非             | 最初簽署國 |
| 英国             | 最初簽署國 |
| 美国             | 最初簽署國 |
| 阿富汗           |            |
| 阿爾巴尼亞共和國 |            |
| 奥地利           |            |
| 保加利亞         |            |
| 中華民國         |            |
| 古巴             |            |
| 丹麦             |            |
|                  |            |
| 埃及王國         |            |
| 爱沙尼亚         |            |
| 埃塞俄比亚帝国   |            |
| 芬兰             |            |
|                  |            |
| 匈牙利王國       |            |
| 冰岛             |            |
| 拉脫維亞         |            |
| 利比里亚         |            |
| 立陶宛           |            |
| 荷蘭             |            |
| 尼加拉瓜         |            |
| 挪威             |            |
| 巴拿马           |            |
| 秘魯             |            |
| 葡萄牙           |            |
| 罗马尼亚王国     |            |
| 南斯拉夫王國     |            |
| 苏联             |            |
| 暹羅             |            |
| 西班牙           |            |
| 瑞典             |            |
| 瑞士             |            |
| 土耳其           |            |

## 影響
由於欠缺強制執行機制，非戰公約的主要目標後來無法充分實踐，但終究取得部分爭議性的成功，類似的條款後來被廣泛納入1945年《聯合國憲章》和其他條約中，並為危害和平罪的理念提供法律基礎，成為1946年紐倫堡法庭和東京國際軍事法庭審判與定罪戰犯的引用法源。
此後國際間宣戰案例因之少見，但以其他不宣而戰的衝突形式規避約文的狀況亦增多，而使戰時與平時法律之界線愈難區分，如九一八事變、第二次義大利衣索比亞戰爭等。
非戰公約開啟以國家間戰爭作為國際體系結構動力衰退的特點的歷史新紀元，重塑世界版圖、催化人權運動、使經濟制裁成為執法工具，並引發在日常生活中監管世界各層面的國際組織數量爆炸式增長，影響波及全球。

## 图片

法国外长阿里斯蒂德·白里安讲话
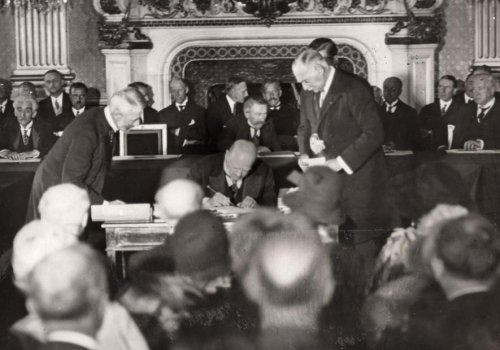
德国外长古斯塔夫·施特雷澤曼签署
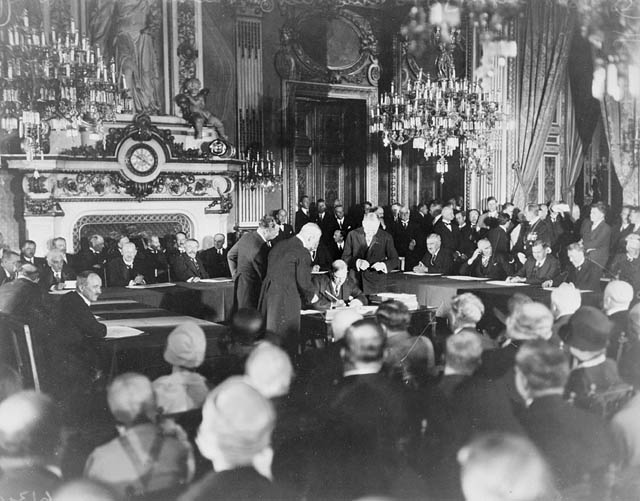
加拿大国务卿威廉·莱昂·麦肯齐·金签署
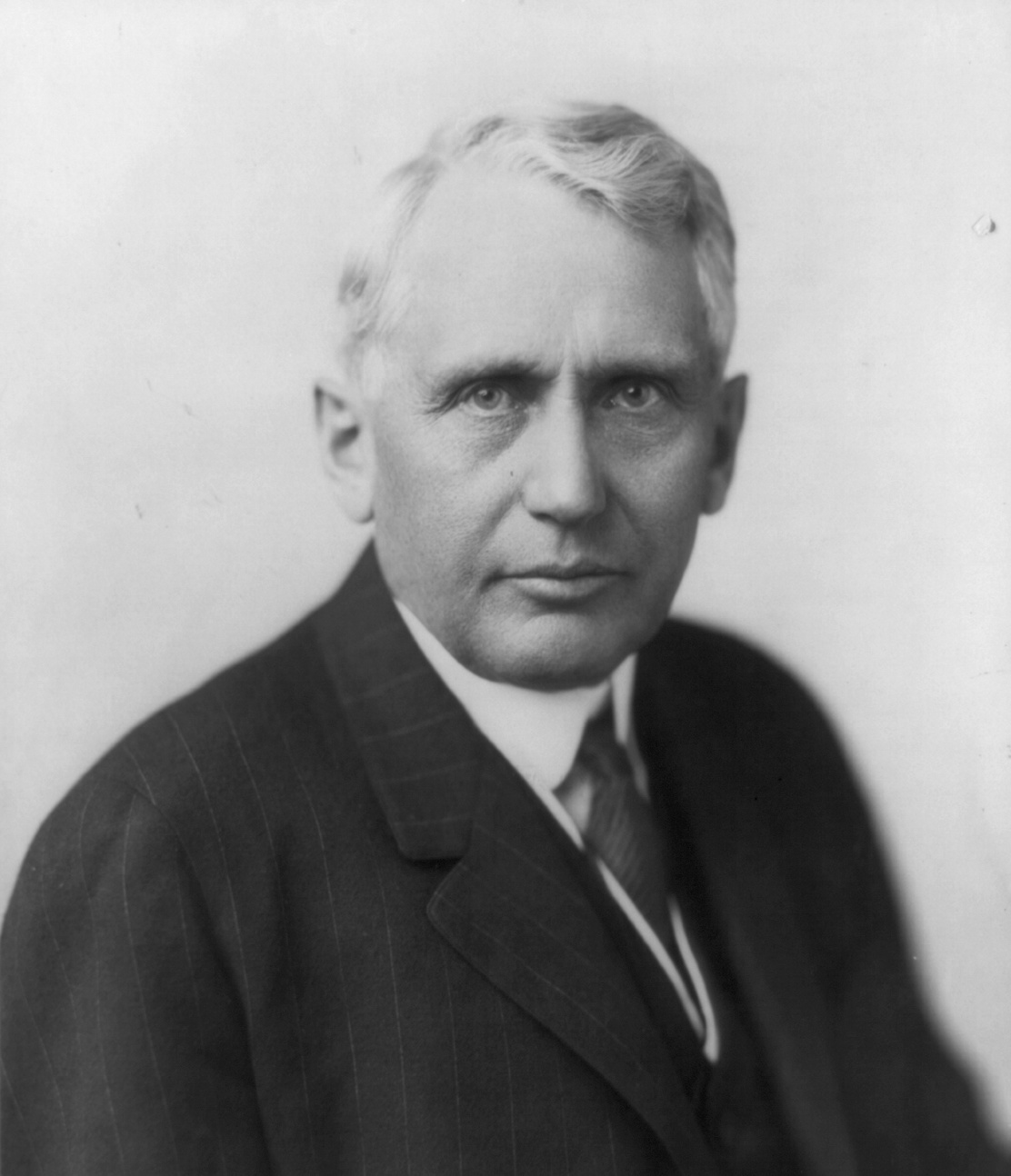
美国国务卿弗兰克·B·凯洛格

### 註腳
1. ↑  , 康乃狄克州紐哈芬市: 耶魯法學院,   [2017-11-25], （原始内容存档于2011-08-11） –Lillian Goldman Law Library （英语）
2. ↑  Marsh, Norman S. . International and Comparative Law Quarterly (英國劍橋: 劍橋大學出版社). 1963, 12 (3): 1049–1050. ISSN 0020-5893. doi:10.1093/iclqaj/12.3.1049 （英语）.
3. ↑  Josephson, Harold. . Diplomatic History (英國牛津: 牛津大學出版社). 1979, 3 (4): 377–390. doi:10.1111/j.1467-7709.1979.tb00323.x （英语）.
4. ↑  Askin, Kelly Dawn. . 印第安納州: Martinus Nijhoff Publishers; 聖母大學法學院. 1997: 46  [2023-08-28]. ISBN 978-9041104861. （原始内容存档于2023-02-07） （英语）.
5. ↑  Kampmark, Binoy. . War & Society (澳洲坎培拉: 新南威爾斯大學). 2018, 37#1: 38–56 （英语）.
6. ↑  Bunck, Julie M.; Fowler, Michael R. . Tulane Journal of International and Comparative Law (紐奧良: 杜蘭大學法學院). 2019, 27: 229–276 （英语）.
7. ↑  Quigley, Carroll. . 美國紐約: 麥米倫出版公司. 1966: 294–295 （英语）.
8. ↑  Hathaway, Oona A.; Shapiro, Scott J. . 美國紐約: 西蒙與舒斯特出版社. 2017: xv. ISBN 978-1-5011-0986-7 （英语）.